# Biber
Biber — программа библиографической обработки информации, работает совместно с LaTeX.
Написан на языке Perl.
Biber, так же как BibTeX, обрабатывает тот же файл данных (.bib-файл) и также производит .bbl-файл.

## Сравнение с BibTeX
Достоинства:
- полная поддержка Юникода,
- переписывание полей,
- несколько библиографических списков,
- нет ограничений памяти,
- расширяемость.

Недостатки:
- Некоторые пакеты LaTeX, например natbib, имеют явную зависимость от BibTeX, и поэтому не могут работать с Biber.